# Sauropelta

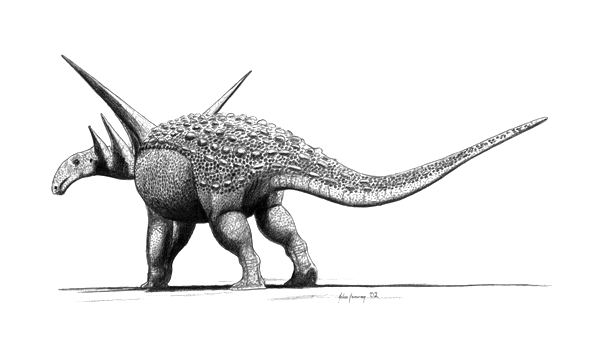
Schiţă a unui dinozaur din genul Sauropelta

Sauropelta este un gen de nodozauride (dinozauri cu armură, fără crosă codală) cunoscut în America de Nord, fosilele fiind descoperite în statele Montana, Wyoming și Utah (S.U.A). A fost numit astfel în 1970 de către John Ostrom, paleontologul asociat și cu Deinonychus.